# Plug

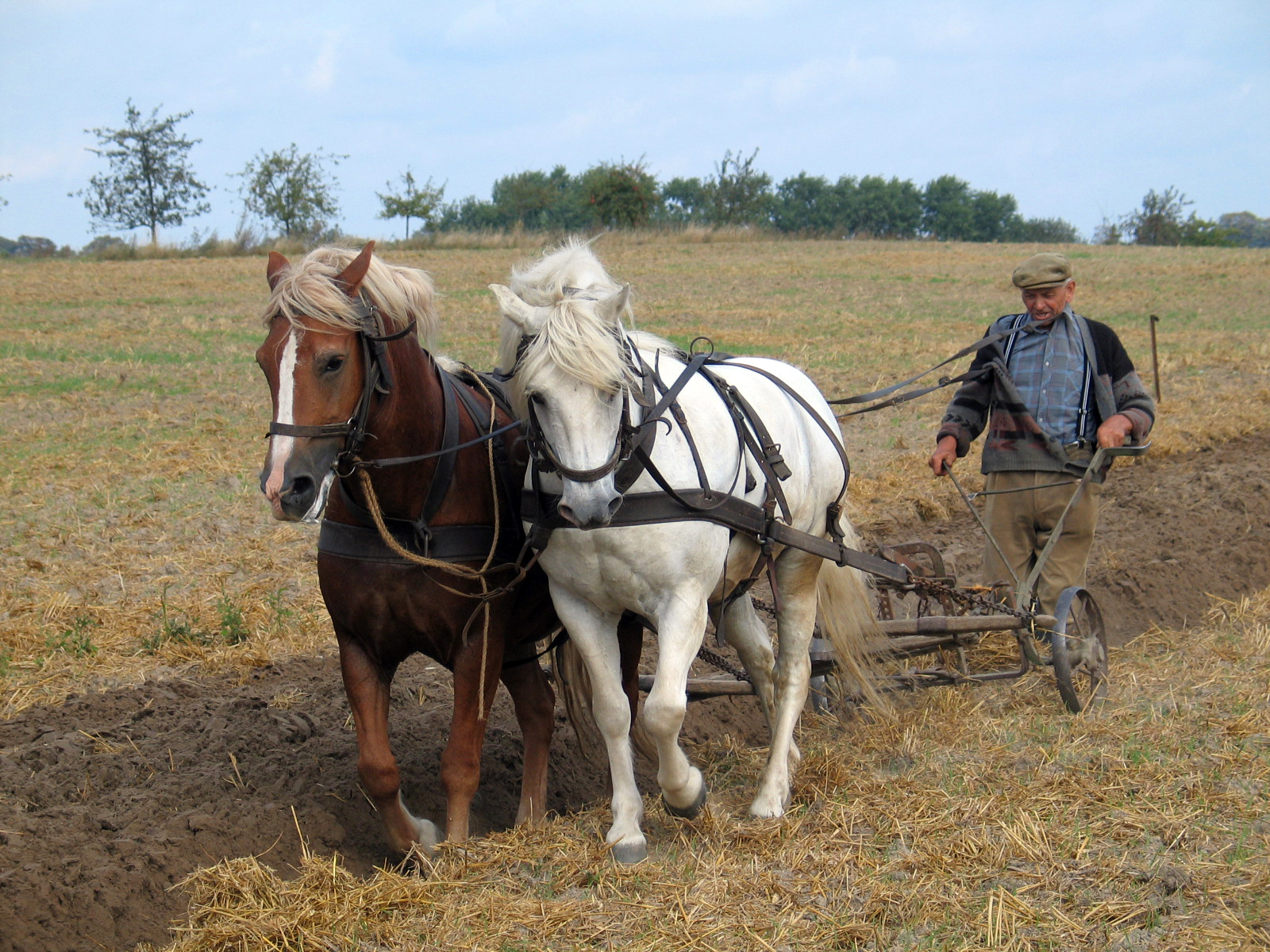
Agricultor arând cu plugul.

Plugul (din slava veche plugъ) este o unealtă folosită în agricultură pentru cultivarea inițială a solului, în scopul pregătirii lui pentru însămânțare sau plantare. A fost (și este încă) o unealtă de bază în agricultură în toate perioadele din istoria înregistrată și reprezintă una dintre cele mai importante invenții umane.

## Elementele plugului
Plugul tradițional este cu tracțiune animală și acționat manual de plugar.
Principalul element este brăzdarul, o lamă care taie orizontal pământul. Brăzdarul este direcționat și apăsat în jos, spre a da adâncimea arăturii, prin intermediul a două coarne. În spatele brăzdarului este fixată cormana (sau antetrupița). Aceasta constă dintr-o scândură care face ca brazda de pământ împinsă, într-o primă fază, înainte, să fie întoarsă cu fața în jos, pentru a înnăbuși buruienile și a fărâmița bucățile de pământ. Plugul este prevăzut și cu o pereche de roți pentru deplasare, numite rotile.